# Praxis mit Meerblick – Kleine Wunder
Kleine Wunder ist ein deutscher Fernsehfilm von Jan Ruzicka aus dem Jahr 2024. Es handelt sich um den neunzehnten Film der ARD-Reihe Praxis mit Meerblick mit Tanja Wedhorn als Ärztin Nora Kaminski in der Hauptrolle. Die deutsche Erstausstrahlung war am 12. April 2024 auf dem ARD-Sendeplatz „Endlich Freitag im Ersten“.

## Handlung
Die Inselärztin Nora Kaminski ist sich mit ihrer neuen großen Liebe Max Jensen sicher und lebt nun mit ihm fest zusammen. Jensens pubertierende Tochter zieht hingegen aus dem elterlichen Haus. Wenig später kommt bei einer ärztlichen Untersuchung Kaminskis heraus, dass sie von Max schwanger ist. Für Kaminiski ist das ein kleines biologisches Wunder, denn sie ist Ende Vierzig und rechnete mit den Wechseljahren. Sie will das Kind trotz möglicher Risiken bekommen, was aber gleichzeitig auch bedeutet, dass sie als Ärztin in ihrer Praxis kürzertreten muss. Dort behandelt sie gerade die junge Rosa Buhrow, die Anämie-Symptome aufzeigt. Es stellt sich heraus, dass Buhrow und ihr Freund Valentin Lehwald sich vollständig von Rohkost und ayurvedischen Nahrungsergänzungsmitteln ernähren.

## Produktionsnotizen
Die Dreharbeiten für Kleine Wunder erstreckten sich unter dem Arbeitstitel Volle Fahrt voraus zeitgleich mit der nachfolgenden Episode Die Kämpferin vom 3. Mai 2023 bis zum 5. Juli 2023. Die Produktion erfolgte durch die Real Film Berlin. Als Schauplätze dienten die Insel Rügen und die deutsche Landeshauptstadt Berlin.

## Rezeption

### Einschaltquote
Die Erstausstrahlung am 12. April 2024 im Ersten wurde von 4,16 Millionen Zuschauern gesehen, was einem Marktanteil von 16,8 % entspricht.

### Kritik
Die Kritiker der Fernsehzeitschrift TV Spielfilm zeigten mit dem Daumen geradeaus und fassten den Film mit den Worten „Eine Dosis Realismus täte hier richtig gut“ zusammen.